# Gemmula lisajoni
Gemmula lisajoni é uma espécie de gastrópode do gênero Gemmula, pertencente a família Turridae.